# 1. Hanauer THC
Der 1. Hanauer THC ist ein Hanauer Tennis- und Hockey-Club. Er hat rund 1200 aktive Mitglieder und gilt als einer der größten Vereine Hanaus. Die Vereinsfarben sind grün-weiß.

## Geschichte
1919 war die Gründung des Lawn Tennis Club Hanau, 1921 folgte die Umbenennung in 1. Hanauer Tennis und Hockey Club. Seit 1949 befinden sich der Hockeyplatz und das Vereinsgelände auf der Clubanlage in Wilhelmsbad.
Der Verein verfügt sowohl über 12 Tennisplätze, eine Tennishalle, einen Kinder-Tennisplatz, eine Boule-Bahn, ein Clubhaus als auch einen Kunst- und Naturrasen-Hockeyplatz.
Seit 2009 spielt der Weltmeister und Olympiateilnehmer Björn Emmerling für die Hockey-Herren. Ebenfalls 2009 wurde die 1. Hanauer Elternhockeymannschaft „Grimms Märchenspieler“ gegründet.

## Erfolge

### Aktive
- 1950: Hockeyhessenmeister Damen
- 1957: Hockeyhessenmeister Herren
- 1981: Deutscher Hockeymeister der Damen
- 1982: Vizeeuropameister beim Europapokal der Landesmeister der Damen im Endspiel gegen den niederländischen Rekordmeister Amsterdamsche H&BC
- 1983: Deutscher Hallenhockeymeister der Damen
- 1984: Deutscher Hockeymeister der Damen

### Jugend
- 2002: Deutscher Hockeymeister Mädchen A Feld
- 2010: Hockeyhessenmeister Mädchen B Feld
- 2011: Hockeyhessenmeister Mädchen B Halle
- 2012: Hockeyhessenmeister Mädchen A Halle
- 2012: Hockeyhessenmeister Knaben A Halle
- 2012: Hockeyhessenmeister Mädchen A Feld
- 2013: Hockeyhessenmeister Männliche Jugend B Halle
- 2013: Hockeyhessenmeister Weibliche Jugend B Feld
- 2014: Hockeyhessenmeister Weibliche Jugend B Halle
- 2016: Hockeyhessenmeister Mädchen A Halle
- 2017: Hockeyhessenmeister Mädchen B Halle
- 2018: Hockeyhessenmeister Weibliche Jugend B Feld
- 2020: Hockeyhessenmeister Weibliche Jugend B Halle

## Nationalspielerinnen des 1. Hanauer THC
- Es gibt keine Nationalspieler des 1. HTHC im Herrenbereich (Stand 2014)[1]

| Damen                   | Zeitraum | Anzahl Spiele |
| ----------------------- | -------- | ------------- |
| Ilona Bühler            | 1972–74  | 13            |
| Evi Eckert              | 1973–78  | 45            |
| Marion Hoffmann         | 1975–77  | 7             |
| Martina Hallmen         | 1977–88  | 119           |
| Sigrid Bartels-Landgraf | 1980–84  | 46            |
| Ursula Jonscher         | 1980–87  | 36            |
| Susanne Koch            | 1981     | 3             |
| Claudia Severin         | 1989     | 2             |